# Bruno Pietzel
Bruno Johannes Pietzel (* 16. September 1875 in Danzig; † 20. März 1940 in Dresden) war ein Glockengießermeister und Fabrikant in Dresden. In den Adressbüchern der Stadt Dresden ist er seit 1904 nachweisbar. Von 1911 bis 1917 wohnte er in Dresden-Altstadt, Palmstraße 17 – vermutlich war er in dieser Zeit in der dort ansässigen Firma C. Albert Bierling als Glockengießer tätig. Er betrieb von 1921 bis 1927 die Bruno Pietzel & Co. Glockengießerei Dresden in der Albertstadt, Industriegelände, Eingang A. Die Firma ging 1927 in Konkurs. Die Pietzel-Glocken waren in der Regel dünnwandiger ausgeführt. Angeblich waren sie im Vergleich zu Schilling-Glocken von geringerer Qualität, da Pietzel minderwertige Bronze verwendet hatte.
Von den 376 Glocken, die von der Glockengießerei Pietzel gegossen wurden, sind nach der Glockenbeschlagnahme im Zweiten Weltkrieg in den sächsischen Kirchen nur noch wenige Einzelstücke vorhanden, u. a. wurden folgende Glockengeläute aus der Pietzel-Glockengießerei zerstört:
- Stadtkirche Dippoldiswalde, 3 Glocken (1921)
- Matthäuskirche Dresden-Friedrichstadt, 3 Glocken (1922)
- St.-Nicolai-Kirche Markneukirchen, 3 Glocken (1922)
- Lukaskirche Planitz, 3 Glocken (1922)
- St.-Martins-Kirche Weinböhla, 4 Glocken (1922)
- Lutherkirche Chemnitz, 4 Glocken (1924)
- Kirche Reinhardtsdorf, 3 Glocken (1924)
- Johanneskirche Meißen, 4 Glocken (1926)
- Kirche Oelsa, 3 Glocken 1921
- Kirche Seifersdorf, 3 Glocken 1922

Lediglich das Geläut in der Kirche Eibenberg (3 Glocken von 1921) blieb vollständig erhalten und ist 1996 restauriert worden.
In Dresden existiert noch jeweils eine Pietzel-Glocke in der Annenkirche (1922), der Kirche Leubnitz-Neuostra (1922), der Diakonissenhauskirche Dresden (1926) und auf dem Cottaer Friedhof (1921, urspr. in der Heilandskirche Cotta).